# Пан кум
«Пан кум» (нім. Der Herr Gevatter) — казка зі збірки братів Грімм «Дитячі та сімейні казки» (1812). Опублікована під номером 42.

## Сюжет
Багатодітного бідного чоловіка охоплює відчай від того, що не може знайти хрещеного батька для своєї новонародженої дитини. Уві сні йому приснилось, що треба покликати за кума першого, кого зустріне за своїми воротами. Відтак перший стрічний стає його кумом і дарує йому пляшечку з водою, якою можна зцілювати хворих. Чоловік здобуває славу та багатство як відомий цілитель, точно визначаючи, чи можна врятувати пацієнта, залежно від того, чи Смерть стоїть у голові хворого, чи у його ногах.
Покликаний до королівської дитини, чоловік успішно виліковує перші дві хвороби, але стикається з неминучістю смерті, коли Смерть втретє з'являється вже біля ніг дитини. Заінтригований своїм хрещеним батьком, чоловік відвідує його дивний будинок. На кожному поверсі діються дивні речі — сваряться мітли та лопати, лежать мертві пальці та голови, риба сама себе смажить. Нарешті чоловік доходить до потрібної кімнати та бачить кума, на голові якого два великі роги. Усвідомивши демонічну природу свого хрещеного, в останній момент чоловік тікає, уникаючи у такий спосіб потенційної небезпеки.